# Verenigde Communistische Partij
De Verenigde Communistische Partij (VCP) is een kleine regionale communistische partij in Nederland, ontstaan als afsplitsing van de NCPN. De partij is voornamelijk actief in Oost-Groningen, en heeft alleen zetels in de raad van de gemeente Oldambt. Van 2014 tot 2018 was de VCP tevens vertegenwoordigd in de naburige gemeente Pekela. In 2015 deed de VCP vergeefs mee aan de Provinciale Statenverkiezingen in Groningen.

## Ontstaan
Aanleiding voor de breuk in de NCPN was het standpunt van die partij over het project Blauwestad, een groot bouwproject dat gerealiseerd werd midden in de machtsbasis van de NCPN, de toenmalige gemeenten Reiderland en Scheemda.
De NCPN was op het moment dat de plannen voor de Blauwestad concreet werden college-partij in Reiderland. Het college van Reiderland, inclusief de NCPN, ondersteunde de Blauwestad. In Scheemda zat de partij niet in het college; daar was het verzet tegen een prestigeproject, dat niet was bedoeld voor 'gewone mensen', sterker. Een groep leden van de partij kon zich uiteindelijk niet verenigen en splitste zich af, en vormde onder leiding van Engel Modderman de VCP. Daarbij speelde, naast het conflict over Blauwestad, ook een rol dat er in Scheemda irritatie was ontstaan over de dominante rol van de afdeling Reiderland binnen de NCPN.

## Afdelingen

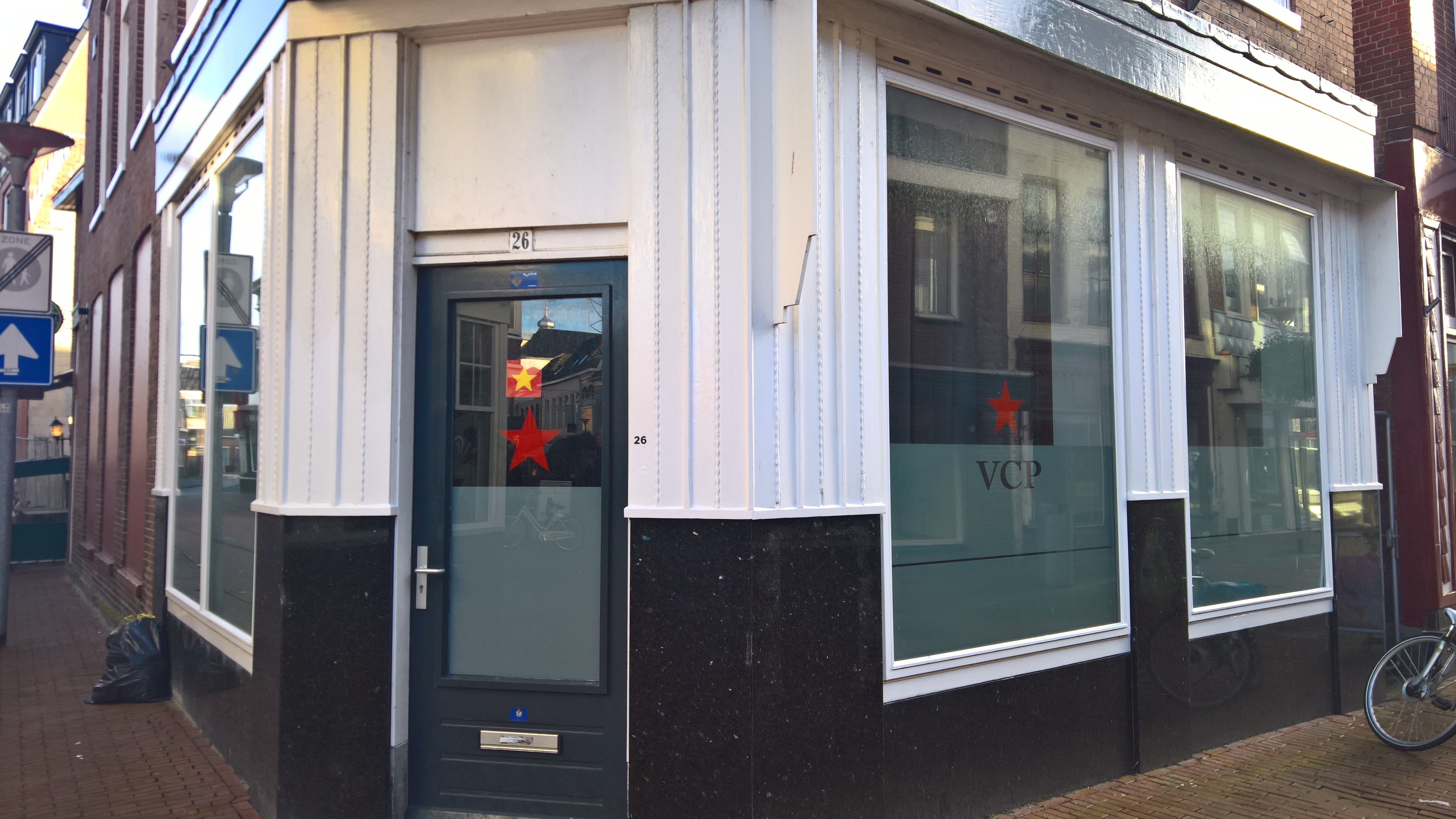
Een kantoor van de VCP in Winschoten (2017).

Tot de verkiezingen in Scheemda van 2006 had de partij in deze gemeente twee zetels maar bij deze verkiezingen verloor de partij er een. Dat zetelverlies zal deels zijn veroorzaakt door dat de SP voor het eerst aan de raadsverkiezingen in Scheemda deelnam.
Bij de verkiezingen voor de gemeenteraad van de nieuwe gemeente Oldambt, waar Scheemda in opging, in 2009 behaalde de partij 2 zetels, terwijl de NCPN, die ook meedeed, geen zetel haalde. De partij heeft ook een afdeling in Pekela, waarmee het heeft meegedaan aan de gemeenteraadsverkiezingen in 2014. Ook in Pekela is de partij, met een zetel, in de raad gekomen.
Bij de gemeenteraadsverkiezingen van 2014 is de partij in de gemeente Oldambt, met 15,8% van de stemmen, de tweede partij geworden, na de SP (18,4%). Dat jaar deed de NCPN overigens in Oldambt niet meer mee aan de gemeenteraadsverkiezingen.

## Verkiezingsresultaten
| Gemeenteraad | 2002                  | 2006                  | 2009                     | 2014                     | 2018                     | 2022                     |
| ------------ | --------------------- | --------------------- | ------------------------ | ------------------------ | ------------------------ | ------------------------ |
| Scheemda     | 14,8% (2 zetels)      | 10% (1 zetel)         | Heringedeeld bij Oldambt | Heringedeeld bij Oldambt | Heringedeeld bij Oldambt | Heringedeeld bij Oldambt |
| Oldambt      | Gemeente bestond niet | Gemeente bestond niet | 8,5% (2 zetels)          | 16% (4 zetels)           | 11,9% (3 zetels)         | 9,8% (3 zetels)          |
| Pekela       | -                     | -                     | -                        | 8,2% (1 zetel)           | -                        | -                        |

| Provinciale Staten | 2015            |
| ------------------ | --------------- |
| Groningen          | 0,5% (0 zetels) |